# ایران تایر
شرکت تولیدی ایران تایر در سال ۱۳۴۳ تأسیس و از سال ۱۳۴۴ با نام شرکت جنرال تایر و رابر ایران به بهره برداری رسید. پس از انقلاب این شرکت تحویل بنیاد مستضعفان شد.
شرکت ایران تایر، تولیدکننده انواع لاستیک‌های سبک و سنگین در ایران می‌باشد. میزان تولید سالانه این شرکت حدود ۲۹ میلیون کیلو انواع تایر و تیوب است. عمده محصولات شرکت عبارتند از: تایر سواری، تایر وانت، ایرلودروگریدر، تایرباری،  تایراتوبوس، تایررادیال و انواع تیوب همگی با نام تجاری ایران تایر عرضه می‌شوند.

## تحریم
وزارت خزانه‌داری آمریکا در ۱۸ نوامبر ۲۰۲۰ شرکت تولیدی ایران تایر را به همراه کلیه شرکت‌های زیرمجموعه بنیاد مستضعفین که به حکومت جمهوری اسلامی فرصت می‌دهند سرکوب مستمر مردمش را دنبال کند، در لیست سیاه قرار داد و تحریم کرد.

## اعتصاب
در بحبوحه خیزش ۱۴۰۱ ایران، شماری از کارگران این کارخانه، بامداد یک‌شنبه، ۲۹ آبان اعتصاب کردند. به گزارش اتحادیه آزاد کارگران ایران، کارگران شیفت ۲ کارخانه ایران‌تایر در اعتراض به عدم رسیدگی به خواسته‌های خود بار دیگر دست از کار کشیدند. آن‌ها شعار «نترسید، نترسید، ما همه با هم هستیم» سردادند.